# John Laurie
John Laurie, nato John Paton Laurie (Dumfries, 25 marzo 1897 – Chalfont St Peter, 23 giugno 1980), è stato un attore scozzese.

## Biografia
Prolifico caratterista scozzese, dopo aver studiato con Elsie Fogerty alla Central School e aver partecipato alla prima guerra mondiale, iniziò la sua carriera teatrale nel 1921, lavorando anche per il cinema dove, nel 1930, fu diretto da Alfred Hitchcock in Giunone e il pavone.
Il suo aspetto emaciato e intenso gli valse l'attenzione del pubblico. Lavorò per alcuni dei più noti e importanti registi britannici come Carol Reed, Anthony Asquith, Michael Powell. Laurence Olivier lo volle in tutti e tre i film shakespeariani che diresse, Enrico V (1944), Amleto (1948) e Riccardo III (1955).
Lavorò a lungo anche per la televisione. Nel 1978, a fine carriera e due anni prima della sua morte, apparve nel documentario Ritorno ai confini del mondo di Michael Powell che, a distanza di quarant'anni, era ritornato sull'isola di Foula con i sopravvissuti del film Ai confini del mondo, girato nel 1937, di cui Laurie era stato protagonista.

## Filmografia parziale

### Cinema
- Giunone e il pavone (Juno and the Paycock), regia di Alfred Hitchcock (1930)
- Vessillo rosso (Red Ensign), regia di Michael Powell (1934)
- Il club dei 39 (The 39 Steps), regia di Alfred Hitchcock (1935)
- La sua ultima relazione (Her Last Affaire), regia di Michael Powell (1935)
- Destino di sangue (Tudor Rose), regia di Robert Stevenson (1936)
- Born That Way, regia di Randall Faye (1936)
- East Meets West, regia di Herbert Mason (1936)
- Come vi piace (As You Like It), regia di Paul Czinner (1936)
- The Windmill, regia di Arthur B. Woods (1937)
- Sei ore a terra (Farewell Again), regia di Tim Whelan (1937)
- Ai confini del mondo (The Edge of the World), regia di Michael Powell (1937)
- Jericho, regia di Thornton Freeland (1937)
- There Was a Young Man, regia di Albert Parker (1937)
- The Claydon Treasure Mystery, regia di H. Manning Haynes (1938)
- Napoleone e Giuseppina Beauharnais (A Royal Divorce), regia di Jack Raymond (1938)
- L'ultima rosa (The Ware Case), regia di Robert Stevenson (1938)
- Ali che non tornano (Q Planes), regia di Tim Whelan (1939)
- Le quattro piume (The Four Feathers), regia di Zoltán Korda (1939)
- Laugh It Off, regia di Albert S. Rogell (1939)
- Segnali nella nebbia (Convoy), regia di Pen Tennyson (1940)
- Sailors Three, regia di Walter Forde (1940)
- The Ghost of St. Michael's, regia di Marcel Varnel (1941)
- Old Mother Riley's Ghosts, regia di John Baxter (1941)
- Dangerous Moonlight, regia di Brian Desmond Hurst (1941)
- Ships with Wings, regia di Sergei Nolbandov (1942)
- The New Lot, regia di Carol Reed (1943)
- Sesso gentile (The Gentle Sex), regia di Leslie Howard (1943)
- Duello a Berlino (The Life and Death of Colonel Blimp), regia di Michael Powell e Emeric Pressburger (1943)
- Nuovo orizzonte (The Demi-Paradise), regia di Anthony Asquith (1943)
- La lampada arde (The Lamp Still Burns), regia di Maurice Elvey (1943)
- Men of Rochdale, regia di Compton Bennett (1944)
- Il mio amore vivrà (Fanny by Gaslight), regia di Anthony Asquith (1944)
- La via della gloria (The Way Ahead), regia di Carol Reed (1944)
- Medal for the General, regia di Maurice Elvey (1944)
- Enrico V (Henry V), regia di Laurence Olivier (1944)
- The World Owes Me a Living, regia di Vernon Sewell (1945)
- Read All About It, regia di Roy Ward Baker (1945)
- Great Day, regia di Lance Comfort (1945)
- The Agitator, regia di John Harlow (1945)
- So dove vado (I Know Where I'm Going!), regia di Michael Powell e Emeric Pressburger (1945)
- Cesare e Cleopatra (Caesar and Cleopatra), regia di Gabriel Pascal (1945)
- Gaiety George, regia di George King e Leontine Sagan (1946)
- School for Secrets, regia di Peter Ustinov (1946)
- The Brothers, regia di David MacDonald (1947)
- Jassy la zingara (Jassy), regia di Bernard Knowles (1947)
- Il segreto del castello (Uncle Silas), regia di Charles Frank (1947)
- Carnefice di me stesso (Mine Own Executioner), regia di Anthony Kimmins (1947)
- Amleto (Hamlet), regia di Laurence Olivier (1948)
- Carlo di Scozia (Bonnie Prince Charlie), regia di Anthony Kimmins e Alexander Korda (1948)
- Floodtide, regia di Frederick Wilson (1949)
- L'amore segreto di Madeleine (Madeleine), regia di David Lean (1950)
- L'isola del tesoro (Treasure Island), regia di Byron Haskin (1950)
- Trio, regia di Ken Annakin e Harold French (1950)
- No Trace, regia di John Gilling (1950)
- Pandora (Pandora and the Flying Dutchman), regia di Albert Lewin (1951)
- L'amore è bello (Happy Go Lovely), regia di H. Bruce Humberstone (1951)
- Risate in paradiso (Laughter in Paradise), regia di Mario Zampi (1951)
- Gigolò e Gigolette (Encore), regia di Harold French, Pat Jackson e Anthony Pelissier (1951)
- L'isola del peccato (Saturday Island), regia di Stuart Heisler (1952)
- Tread Softly, regia di  David MacDonald (1952)
- Potter of the Yard, regia di Oscar Burn, John Wall (1952)
- The Great Game, regia di Maurice Elvey (1953)
- Strange Stories, regia di Don Chaffey, John Guillermin (1953)
- Mr. Beamish Goes South, regia di  Oscar Burn, John Wall (1953)
- Johnny on the Run, regia di Lewis Gilbert (1953
- The Fake, regia di Godfrey Grayson (1953)
- Hobson il tiranno (Hobson's Choice), regia di David Lean (1954)
- Devil Girl from Mars, regia di David MacDonald (1954)
- Il cavaliere del mistero (The Black Knight), regia di Tay Garnett (1954)
- Destination Milan, regia di Leslie Arliss, John Gilling, Lawrence Huntington (1954)
- Riccardo III (Richard III), regia di Laurence Olivier (1955)
- La dinastia del petrolio (Campbell's Kingdom), regia di Ralph Thomas (1957)
- Next to No Time, regia di Henry Cornelius (1958)
- Murder Reported, regia di Charles Saunders (1958)
- Whisky sì missili no (Rockets Galore), regia di Michael Relph (1958)
- Il ragazzo rapito (Kidnapped), regia di Robert Stevenson (1960)
- Entrate senza bussare (Don't Bother to Knock), regia di Cyril Frankel (1961)
- L'avventuriero di re Artù (Siege of the Saxons), regia di Nathan Juran (1963)
- Ladies Who Do, regia di C.M. Pennington-Richards (1963)
- Eagle Rock, regia di Henry Geddes (1964)
- La morte arriva strisciando (The Reptile), regia di John Gilling (1966)
- Mister Ten Per Cent, regia di Peter Graham Scott (1967)
- Dad's Army, regia di Norman Cohen (1971)
- L'abominevole dr. Phibes (The Abominable Dr. Phibes), regia di Robert Fuest (1971)
- Il mistero del dinosauro scomparso (One of My Dinosaurs Is Missing), regia di Robert Stevenson (1975)
- Crime Casebook, regia di David Eady (1976)
- Il prigioniero di Zenda (The Prisoner of Zenda), regia di Richard Quine (1979)

### Televisione
- White Secrets - film tv (1938)
- The Duchess of Malfi - film tv (1938)
- The Last Voyage of Captain Grant - film tv (1938)
- Bees on the Boat-Deck - film tv (1939)
- Jeannie, regia di Eric Fawcett - film tv (1946)
- Two Gentlemen of Soho, regia di Royston Morley - film tv (1946)
- The Three Kisses, cortometraggio tv (1949)
- The Alcoa Hour – serie TV, episodio 1x02 (1955)
- Colonnello March (Colonel March of Scotland Yard) – serie TV, episodio 1x03 (1956)
- The Kaiser Aluminum Hour – serie TV, episodio 1x12 (1956)
- The Adventures of the Scarlet Pimpernel – serie TV, episodio 1x14 (1956)
- Huntingtower (1957)
- The Citadel (1960-1961)
- Tales of Mistery (1961-1963)
- Knock on Any Door – serie TV, episodio 2x05 (1966)
- The Master (1966)
- Jackanory (1971)
- Dad's Army (1968-1977)

## Doppiatori italiani
- Lauro Gazzolo in Enrico V
- Bruno Persa in Amleto
- Renato Turi in Riccardo III
- Dario Penne in Il club dei 39 (ridoppiaggio)
- Enzo Garinei in Il ragazzo rapito